# マリー・ストリース
マリー・ストリース（Marie Steiss, 1986年5月6日 - ）は、ニューヨークを拠点に活躍するモデル。
本名はマリー・ド・ヴィルパン（Marie de Villepin）で、父親はフランス元首相ドミニク・ド・ビルパン。
2006年10月、ジバンシィの新作香水「アンジュ・ウ・デーモン」のオーディションに合格。
パリコレなど多くのファッションショー等でも活躍している。
幼い頃からモデルになるのが夢で10代の頃からアルバイト感覚でモデル業を始めた。親の七光りに頼らず実力で勝負したいという思いから、本名を伏せて活動してきた。しかし両親はモデル業に反対し、認めていない。
マンハッタンの大学で1年間応用数学を学んでいたこともある。
現在は、ニューヨークでモデル仲間数人と同居しながら活動している。